# Johannes Renger
Johannes Martin Renger (* 18. September 1934 in Schönau, Amtshauptmannschaft Chemnitz; † 12. März 2023 in Kleinmachnow) war ein deutscher Altorientalist.

## Werdegang

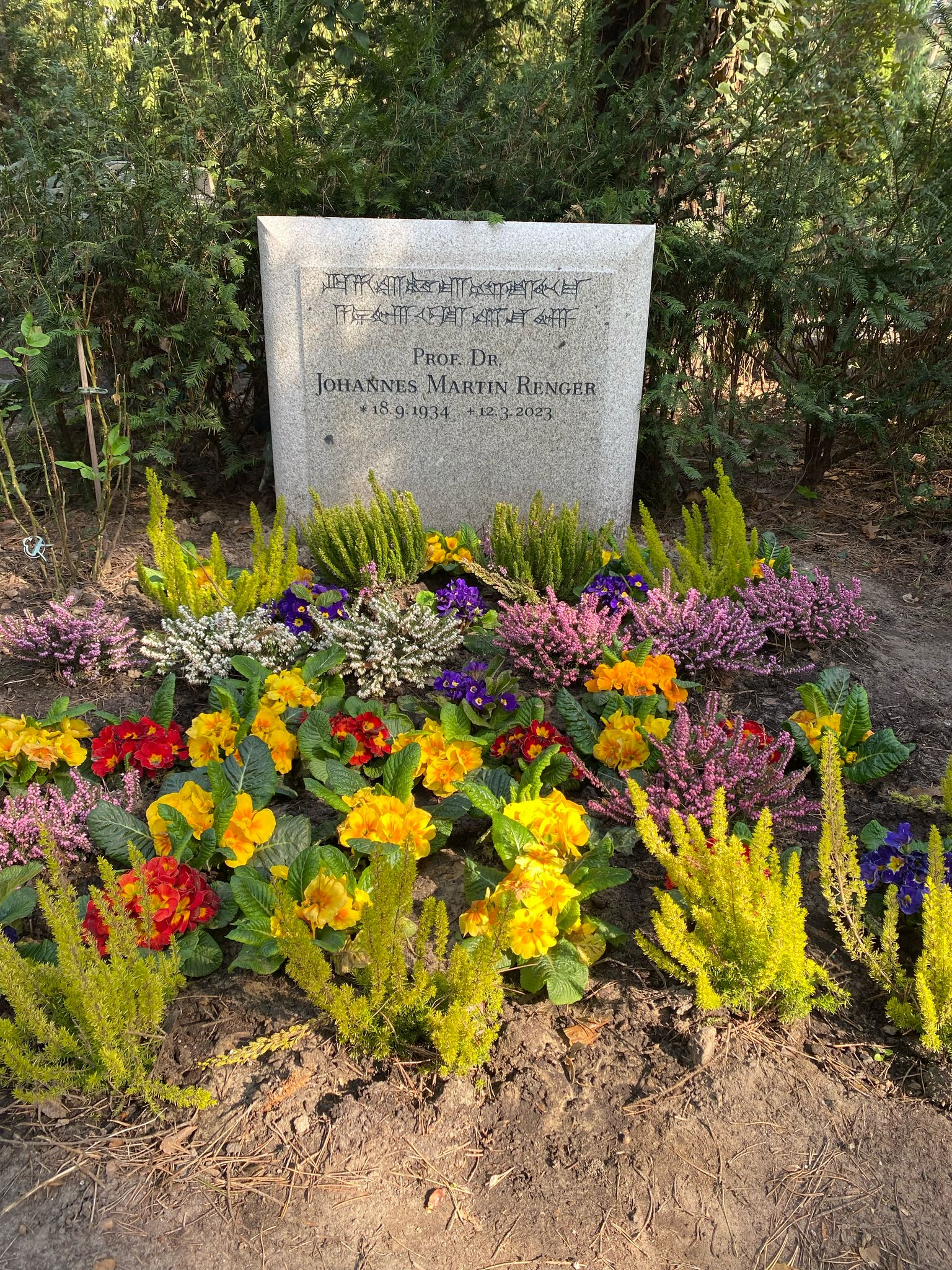
Grabstätte auf dem Waldfriedhof Kleinmachnow

Johannes Renger studierte nach dem Besuch des Humanistischen Gymnasiums in Chemnitz ab 1952 Evangelische Theologie an der Universität Leipzig, wo er 1957 das 1. Theologische Examen ablegte. Anschließend studierte Renger Altorientalistik, Semitistik, Ägyptologie und Römische Rechtsgeschichte an der Universität Heidelberg, wo er 1965 bei Adam Falkenstein mit einer Dissertation zum Thema Untersuchungen zum Priestertum in der altbabylonischen Zeit promoviert wurde. 1966 ging Renger zu einem Forschungsaufenthalt an das Oriental Institute der University of Chicago. Dort arbeitete er am Chicago Assyrian Dictionary mit. 1968 wurde er dort Assistant Professor, 1974 Associate Professor. Von 1976 bis zu seiner Emeritierung 2002 war Johannes Renger als Nachfolger Einar von Schulers Professor für Altorientalistik an der Freien Universität Berlin. Nachfolgerin wurde Eva Cancik-Kirschbaum.
Renger war von 1976 bis 1980 und von 1994 bis 2000 2. Vorsitzender der Deutschen Orientgesellschaft, von 1988 bis 1994 deren 1. Vorsitzender. Er leitete das in Kooperation mit dem Vorderasiatischen Museum Berlin durchgeführte Projekt zur wissenschaftlichen Bearbeitung und Publikation der Ausgrabungen der Deutschen Orientgesellschaft in Assur der Jahre 1903 bis 1914. Seine Arbeitsschwerpunkte waren die Wirtschafts- und Sozialgeschichte des Alten Mesopotamien und vormoderner Gesellschaften.
Renger war ab 1962 verheiratet und Vater von drei Kindern. Sein Grab befindet sich auf dem Waldfriedhof in Kleinmachnow.

## Veröffentlichungen (Auswahl)
- Herausgeber mit Hans J. Nissen: Mesopotamien und seine Nachbarn. Berlin 1978.
- Die Geschichte der Altorientalistik und der vorderasiatischen Archäologie in Berlin von 1875 bis 1945. In: Willmuth Arenhövel, Christa Schreiber (Hrsg.): Berlin und die Antike. Architektur, Kunstgewerbe, Malerei, Skulptur, Theater und Wissenschaft vom 16. Jahrhundert bis heute. Wasmuth, Berlin 1979, S. 151–192.
- Herausgeber mit Horst Klengel: Landwirtschaft im Alten Orient. Ausgewählte Vorträge der XLI. Rencontre Assyriologique Internationale, Berlin, 4.–8. Juli 1994 (= Berliner Beiträge zum Vorderen Orient. Bd. 18). Reimer, Berlin 1999, ISBN 3-496-02652-9.
- Herausgeber: Babylon. Focus mesopotamischer Geschichte, Wiege früher Gelehrsamkeit, Mythos in der Moderne. 2. Internationales Colloquium der Deutschen Orient-Gesellschaft 24.–26. März 1998 in Berlin (= Colloquien der Deutschen Orient-Gesellschaft. Bd. 2). SDV, Saarbrücken 1999, ISBN 3-930843-54-4.
- Herausgeber mit Walter Eder: Herrscherchronologien der antiken Welt. Namen, Daten, Dynastien (= Der Neue Pauly. Supplemente. Bd. 1). Metzler, Stuttgart/Weimar 2004, ISBN 3-476-01912-8.

Außerdem war Renger Herausgeber und Mitherausgeber unter anderem des Neuen Pauly und der Zeitschrift Klio.